# Sonoma tolulae
Sonoma tolulae är en skalbaggsart som först beskrevs av Leconte 1849.  Sonoma tolulae ingår i släktet Sonoma och familjen kortvingar. Inga underarter finns listade i Catalogue of Life.